# Жолоб, Владимир Степанович

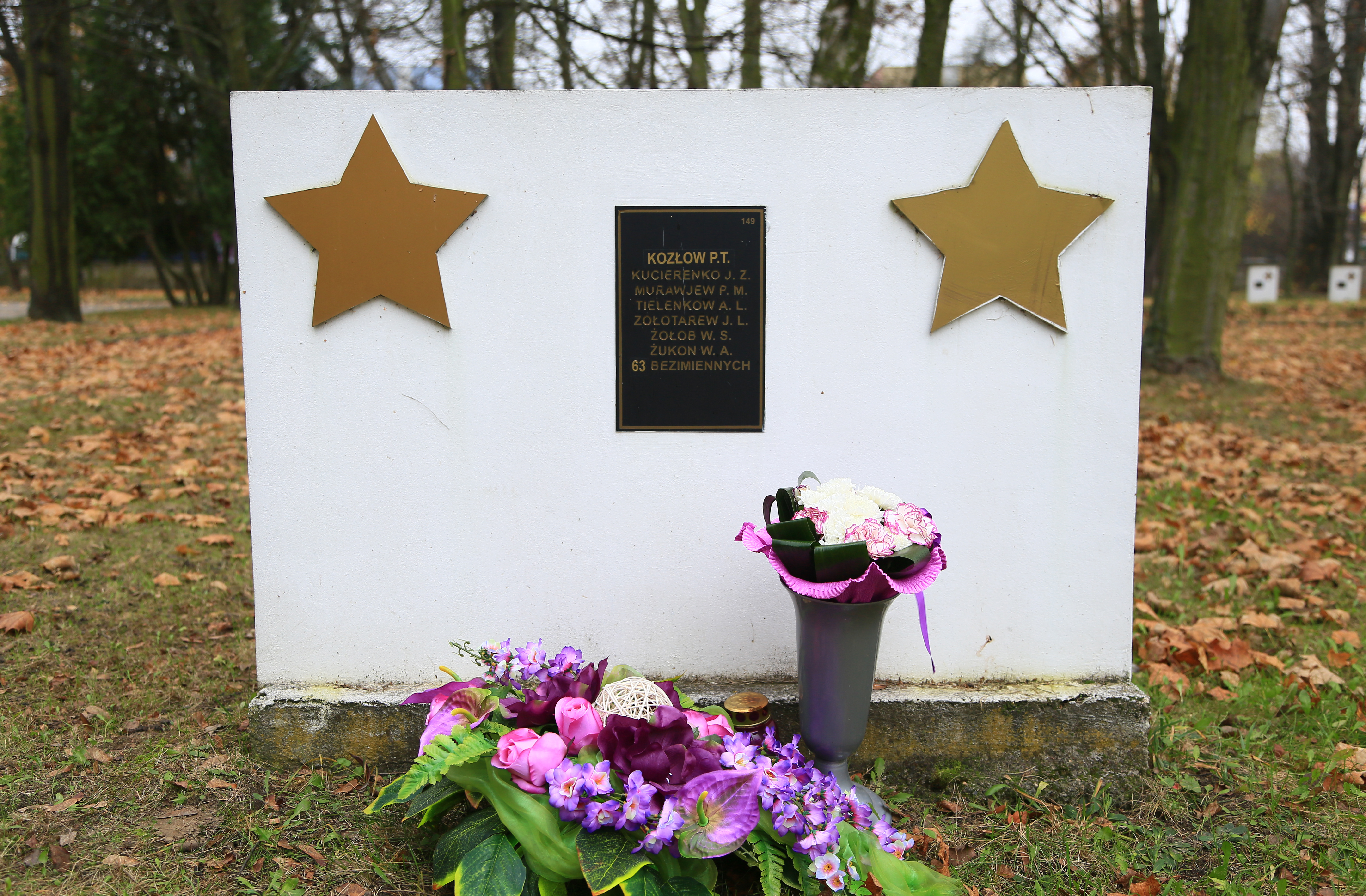
Братская могила, где предположительно похоронен Владимир Жолоб

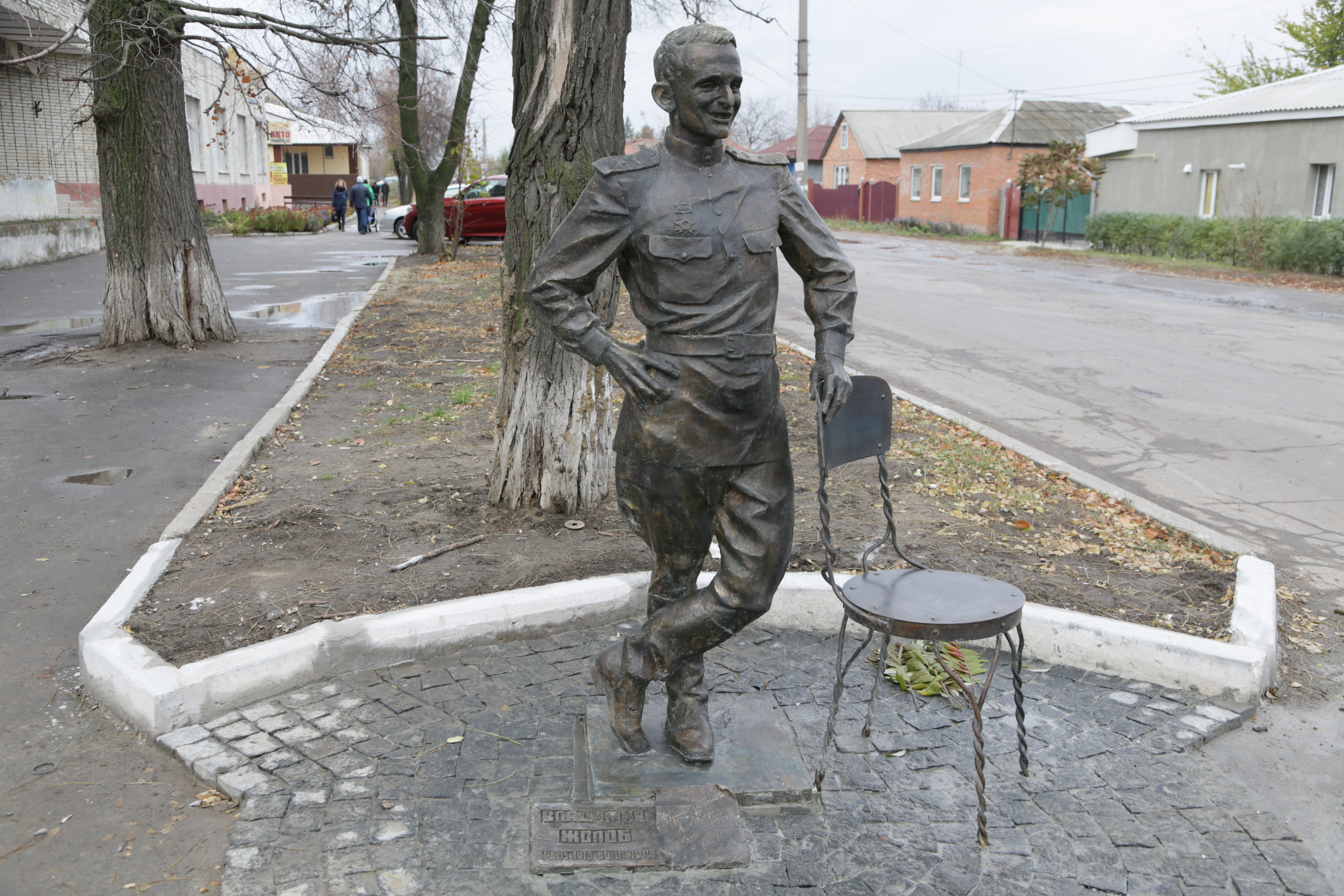
Памятник Владимиру Жолобу в Ахтырке

Владимир Степанович Жолоб (1915 — 1945) — гвардии майор, заместитель командира 259 отдельного танкового Черкасского Краснознаменного орденов Кутузова и Богдана Хмельницкого полка по строевой части.
Во время Великой Отечественной войны был дважды представлен к званию Героя Советского Союза: за форсирование Днепра и бои в Берлине. В соответствии с этими представлениями награждён орденом Ленина и орденом Отечественной войны I степени (посмертно).

## Биография
Владимир Жолоб родился 14 [27] мая 1915 года в городе Ахтырка Харьковской губернии (ныне Сумской области). Был призван в РККА в мае 1937 года. В октябре 1939 года окончил курсы младших лейтенантов Харьковского бронетанкового училища им. Сталина. Участник Советско-финской войны.
На фронтах Великой Отечественной войны с 22 июня 1941 года. В начале войны был командиром роты 16 танкового полка 8 танковой дивизии, служил во Львове.
Владимир Жолоб участвовал в крупнейших сражениях Великой Отечественной войны: контрнаступлении под Москвой, Сталинградской и Курской битвах. Будучи командиром 12 отдельного бронеавтомобильного батальона 2 танкового корпуса участвовал в боях под Прохоровкой. За форсирование Днепра 23 сентября 1943 года в районе Букринского плацдарма был награждён орденом Ленина.
С марта по август 1944 года Владимир Жолоб проходил учебу на академических курсах усовершенствования офицерского состава Военной академии бронетанковых и механизированных войск им. Сталина в Москве. После курсов был назначен заместителем командира 259 отдельного танкового полка по строевой части.
За прорыв сильно укрепленной обороны противника на западном берегу реки Вислы и бои в городе-крепости Познань 4 и 17 февраля 1945 года награждён двумя орденами Красного Знамени.
25 апреля 1945 года был тяжело ранен в голову немецким снайпером на южном берегу канала Тельтов на севере района Бритц в Берлине. Умер от ран 30 апреля 1945 года в пригороде Берлина Фридрихсхагене в полевом подвижном госпитале 2321 .
За штурм Зееловских высот и бои в Берлине посмертно награждён двумя орденами Отечественной войны I степени.
Владимир Жолоб стал последним офицером 259 отдельного танкового полка, погибшим во время войны. Первоначально был похоронен на центральной площади немецкой деревни Зонненбург (сейчас польская сельская гмина Слоньск). Летом 1953 года его прах был перенесен на воинский мемориал в город Гожув Велькопольски.

## Награды
- Орден Ленина[6][7]
- 2 ордена Красного Знамени[8][9][10]
- 3 ордена Отечественной войны: два I степени[11][12] и один II степени[13]
- 2 ордена Красной Звезды[14][15]
- Медаль "За оборону Сталинграда"

## Память
28 октября 2017 года в годовщину освобождения Украины от немецко-фашистских захватчиков в Ахтырке напротив дома, где родился Владимир Жолоб (на пересечении улиц Киевская и Петропавловская), ему был торжественно открыт памятник. Частью памятника является фраза из письма Владимира Жолоба жене: «Думаю заскочить в Ахтырку, а потом можно и умирать». Скульптор — Алексей Сова.
Майор Жолоб неоднократно упоминается в мемуарах генерала армии Евгения Ивановского "Атаку начинали танкисты".
В книге "Испытание", написанной парторгом 8 гвардейского танкового корпуса Максимом Ивановичем Белоконём, на стр. 29-30 описано форсирование Днепра разведгруппой под командованием майора Жолоба. — К.: Общество "Знание" Украинской ССР, 1975. — 65 с.
В книге "Днепр — река героев: Свидетельства всенародного подвига" (коллектив авторов: Н.И. Луцев (руководитель), П.Я. Добровольский, В.А. Замлинский, В.И Ковалев, В.Н. Немятый) на стр. 156-158 опубликовано "Донесение политотдела 8-го гвардейского танкового корпуса политуправлению 1-го Украинского фронта о героических подвигах рядового, сержантского и офицерского состава в боях за расширение Букринского плацдарма на правом берегу Днепра". В донесении есть абзац, посвященный гвардии майору Жолобу. — 2-е изд., — доп. К.: Политиздат Украины, 1988. — 391 с.
На сайте "Наша Победа. Моя история" опубликовано исследование обстоятельств жизни, боевого пути, смерти и захоронения В.С. Жолоба.
Страничка В.С. Жолоба создана на сайте prussia39.ru.
Информация о Владимире Жолобе есть в экспозиции музея боевой славы 8 гвардейского танкового корпуса московской школы № 1143 и ахтырского краеведческого музея.